# Peter Weinzierl
Peter Weinzierl (* 31. März 1923 in Wien; † 10. Mai 1996 ebenda) war ein österreichischer Experimentalphysiker.

## Leben
Weinzierl wurde 1923 als Sohn des promovierten Juristen Moriz Weinzierl (1884–1955), nachmaliger Ministerialrat, und dessen Frau Paula, geb. Müller, in Wien geboren. Nach der Schule begann er ein Chemiestudium an der Universität Wien. Im Zweiten Weltkrieg wurde er zur Wehrmacht eingezogen, dann aber schwer verwundet. Nach dem Kriegsende studierte er Physik und Mathematik und wurde 1949 bei Richard Herzog mit der Dissertation Eine neue Methode zur Ausmessung inhomogener  Magnetfelder zum Dr. phil. promoviert. Während des Studiums war er in der Hochschülerschaft aktiv, wo er auch seine spätere Frau kennen lernte. 1950 wurde er Assistent am 1. Physikalischen Institut. 1952/53 war er Fulbright Fellow am National Bureau of Standards in  Washington, D.C.
1958 habilitierte er sich in Kernphysik, danach erhielt er einen Lehrauftrag. 1960 wurde er Leiter des Physik-Instituts am Reaktorzentrum Seibersdorf der Österreichischen Studiengesellschaft für Atomenergie. 1965 wurde er ordentlicher Professor für  Experimentalphysik an der Technischen Hochschule Wien und 1967 ordentlicher Universitätsprofessor für Physik an der Universität Wien. Außerdem war er Vorstand des 1. Physikalischen Instituts. 1993 folgte die Emeritierung. Zu seinen Forschungsschwerpunkten gehörten Radioaktivität und Kernphysik sowie die Struktur von Flüssigkeiten und Festkörpern.
1973 wurde er korrespondierendes und 1976 wirkliches Mitglied der Österreichischen Akademie der Wissenschaften.
Neben einem „Lehrbuch der Nuklearelektronik“ veröffentlichte er u. a. in den Mitteilungen des Instituts für Radiumforschung.
Peter Weinzierl war ab 1948 mit der Historikerin Erika Weinzierl (1925–2014) verheiratet. Seine Söhne sind der Historiker Michael Weinzierl (1950–2002) und der Germanist und Journalist Ulrich Weinzierl (1954–2023).

## Auszeichnungen
- 1974: Erwin Schrödinger-Preis der Österreichischen Akademie der Wissenschaften
- 1989: Goldene Ehrenmedaille der Stadt Wien
- 1993: Großes Silbernes Ehrenzeichen für Verdienste um die Republik Österreich

## Schriften (Auswahl)
- mit Manfred Drosg: Lehrbuch der Nuklearelektronik. Springer, Wien u. a. 1970, ISBN 3-211-80992-9.